# Ландшафтний урбанізм
Ландшафтний урбанізм (Landscape urbanism) — нова теорія в галузі  містобудування та регіональне планування, яка вперше з’явилася наприкінці 20 століття, стверджує, що найкращий спосіб організації міст - це ландшафтний дизайн міста, а не дизайн його будівель. Фраза міський пейзаж вперше з’явилася в середині 1990-ті. З тих пір ця фраза отримала багато різних застосувань, але найчастіше її називають постмодерністською або постмодерністською відповіддю на провали "Новий урбанізм".
У 2008 році в місті Бат-Ям в Ізраїль відбулася перша Бієнале у світі ландшафтного урбанізму, яка займалася Новий урбанізм.

## Пов’язані сторінки
- Містобудівне проєктування
- Ландшафтна архітектура